# أبرشية قبرص والخليج
أبرشية قبرص والخليج هي واحدة من ثلاثة أبرشيات في الكنيسة الأسقفية في القدس والشرق الأوسط، وهي مقاطعة تابعة للاتحاد الأنجليكاني. وتغطي قبرص وشبه الجزيرة العربية والعراق واليمن. الأسقف المسؤل عن أبرشية قبرص والخليج هو المطران مايكل لويس.   معظم المترددين علي كنائس الأبرشية، باستثناء قبرص والعراق، قادمين من بلاد أخري مثل باكستان والهند وسريلانكا والفلبين والقارة الأفريقية. ترتبط الأبرشية بأبرشية إكستر في إنجلترا وأبرشية ثيكا في كينيا.
تنقسم الأبرشية الي منطقتين تسمي كل منهم أرشيدياكونري:
- أرشيدياكونري الخليج (تضم 14 كنيسة)، المسؤل عنها هو رئيس الشمامسة (أرشيدياكون) فين بيل. [3]
- أرشيدياكونري قبرص (تضم 11 كنيسة)، أسست في 7 سبتمبر 2019 والمسؤل عنها هو رئيس الشمامسة (أرشيدياكون) كريستوفر فوتشير. [4]

## قائمة الأساقفة في قبرص والخليج العربي
| فترة             | اسم            | ملحوظات                                                                        |
| ---------------- | -------------- | ------------------------------------------------------------------------------ |
| من 1976 إلى 1981 | ليونارد أشتون  | أسقف توفي عام 2001                                                             |
| من 1981 إلى 1986 | هنري ويلي مور  | الأمين العام للجمعية التبشيرية الكنسية، 1986-89، تقاعد من منصب الأسقف عام 1991 |
| من 1986 إلى 1996 | جون براون      | عميد غريمسبي لفترة وجيزة (2003-2004) ؛ توفي عام 2011                           |
| من 1997 إلى 2007 | كلايف هاندفورد | الآن أسقف مساعد، أبرشية ريبون وليدز                                            |
| من 2007 الي الان | مايكل لويس     | أسقف ميدلتون سابقًا                                                             |

## الكنائس
كنائس الخليج 

### الإمارات العربية المتحدة
1. كنيسة المسيح بجبل علي
2. كنيسة الثالوث المقدس، دبي
3. كنيسة القديس لوقا، رأس الخيمة
4. كنيسة القديس أندرو، أبوظبي
5. كنيسة القديس توماس، العين
6. كنيسة القديس مارتن، الشارقة

### الكويت
كنيسة القديس بولس - الكويت

### قطر
كنيسة الغطاس، الدوحة - قطر

### البحرين
كنيسة القديس كريستوفر، البحرين

### اليمن
كنيسة المسيح، عدن، اليمن

### كنائس قبرص[6]
1. كنيسة القديس برنابا، ليماسول
2. كنيسة القديسة هيلانة، لارنكا
3. كنيسة القديس لعازر، بيسوري
4. كاتدرائية القديس بولس، نيقوسيا
5. كنيسة القديس أندرو كيرينيا
6. كنيسة المسيح أيا نابا
7. كنيسة القديس مرقس، فاماغوستا
8. الكنيسة الأنجليكانية في بافوس